# Гусєв Петро Іванович
Петро Іванович Гусєв (1 серпня 1932, село Нижній Уметьгурт, тепер Селтинського району Удмуртії, Російська Федерація — 1 жовтня 2024, Удмуртія, Російська Федерація) — радянський військовий діяч, генерал-лейтенант, начальник штабу Прикарпатського військового округу. Депутат Верховної Ради УРСР 11-го скликання.

## Біографія
Народився в родині колгоспників-удмуртів. Закінчив 7-м класів сільської школи. З 1946 року працював у колгоспі, з 1949 року — заступник голови колгоспу Селтинського району Удмуртської АРСР.
З березня 1951 року служив у Радянській армії. Починав військову службу в місті Чебаркуль Челябінської області.
Закінчив Тюменське піхотне училище. Служив лейтенантом 76-го полку 36-ї стрілецької дивізії Забайкальського військового округу.
Член КПРС з 1957 року.
Командував взводом, з 1961 року — командир 6-ї мотострілецької роти З-ї загальновійськової армії Групи радянських військ в Німеччині у місті Магдебург (Німецька Демократична Республіка).
Закінчив Військову академію імені Фрунзе.
З 1966 року — командир окремого кулеметно-артилерійського батальйону 13-го Укріпленого району (село Падь Кочевна), командир полку (селище Шкотове), заступник командира дивізії (селище Пограничний) Далекосхідного військового округу.
Закінчив Військову академію Генерального штабу Збройних Сил СРСР імені Ворошилова.
Потім служив командиром 254-ї мотострілецької дивізії Південної групи військ у місті Секешфехервар (Угорщина).
У 1976—1979 роках — командир 1-го армійського корпусу Середньоазіатського військового округу в місті Семипалатинську Казахської РСР.
У 1979—1981 роках — командувач 13-ї загальновійськової Червонопрапорної армії Прикарпатського військового округу в місті Рівне.
У 1981—1983 роках — командувач 20-ї гвардійської загальновійськової Червонопрапорної армії Групи радянських військ в Німеччині в місті Еберсвальде (Німецька Демократична Республіка).
У березні 1984 — січні 1987 року — начальник штабу — 1-й заступник командувача військ Червонопрапорного Прикарпатського військового округу.
З 1987 року — головний військовий радник Міністра оборони Народної Республіки Ангола. Через деякий час повернувся на службу в Прикарпатський військовий округ.
Потім — у відставці. На пенсії в місті Львові, потім переїхав до Удмуртії.

## Звання
- генерал-майор
- генерал-лейтенант (.10.1979)

## Нагороди
- орден Червоного Прапора
- орден Червоної Зірки
- орден За службу Батьківщині в Збройних Силах СРСР 3-го ст.
- ордени
- медалі